# リキッサ・アヴ・スヴェーリエ
リキッサ・アヴ・スヴェーリエ（スウェーデン語：Rikissa av Sverige, 1270年ごろ - 1292年ごろ）またはリクサ・シュウェツカ（ポーランド語：Ryksa szwedzka, Ryksa Waldemarówna）は、大ポーランド公プシェミスウ2世の妃。スウェーデン王ヴァルデマール1世とソフィア・ア・ダンマーク（デンマーク王エーリク4世の娘）の娘。

## 生涯
リキッサの正確な生年月日は不明であるが、一般的には両親の3番目の娘、5番目の子供とされる（両親には2人の息子および5人の娘がいた）。リキッサが1273年より前に生まれたのは確かで、その年までにリキッサと妹カタリーナはブラウンシュヴァイク＝リューネブルク公ヨハンの息子オットー2世との結婚が考えられていた。しかし、結婚交渉は実を結ぶことなく終わった。
1275年、父ヴァルデマール1世は弟のマグヌスにより追放され、1年後に母ソフィアは夫と離婚してデンマークに戻った。若いリキッサとその兄弟は、父親の保護のもとスウェーデンに残ったとみられる。式典では、リキッサの妹マリアンナ（またはマリーナ）が、ドイツの貴族であるディープホルツ伯ルドルフ2世と結婚した。リキッサとプシェミスウ2世の結婚は、ブランデンブルクの統治者であるアスカニア家の仲介により結ばれ、父親である元国王ヴァルデマール1世の同意なしに行われた。
ポーランド公の最も親しい臣下の1人であるタイロンをポーランド公の代理として代理結婚が行われた。プシェミスウ2世とリキッサの正式な結婚がいつ、どこで行われたかについては記録が残されていない。
リキッサとプシェミスウ2世の結婚は幸せであったと伝えられている。2人の間には1288年9月1日にポズナンで一人娘が生まれた。リクサという名のその娘は、後にボヘミア王およびポーランド王ヴァーツラフ2世の王妃となり、ヴァーツラフ2世の死後はハプスブルク家のルドルフ3世の妃となった。
娘の誕生が、リキッサに関す最後に確認される記録である。リキッサは1288年9月1日から1293年4月13日までの間に死去したのは確実であり、1289年から1292年の間であったとみられる。1295年6月26日のポーランド王の戴冠式でリキッサが夫の隣にいたとしたヤン・ドゥウゴシュの記録は誤りであることが明らかとなっている。
リキッサに対するプシェミスウ2世の深く強い愛情は、2つの事実により証明されている。1つ目は、プシェミスウ2世が娘にリキッサの名前を付けたこと、2つ目は、1293年4月19日に発行された文書でリキッサについて触れていることで、その文書においてプシェミスウ2世はリキッサの墓で永遠に灯されるランプの支払いとしてコビルニキの村をポズナン司教領に譲渡し、リキッサの隣に埋葬されたいという願望を表明している。
リキッサはポズナンの聖ペテロ・聖パウロ大聖堂に埋葬された。1296年にプシェミスウ2世が殺害された後、その希望に従いリキッサの隣に埋葬された。